# Karin Parrot-Jonzon
Karin Agneta Jonzon, känd som Karin Parrot-Jonzon, tidigare Parrot, ogift Jonzon, född 25 juli 1948 i Trelleborgs församling i dåvarande Malmöhus län, är en svensk dramatiker, regissör, manusförfattare och teaterledare.
Karin Parrot-Jonzon har varit teaterchef för Unga Teatern i Malmö och Kalmar Länsteater. Hon frilansar som regissör och manusförfattare. Hon har både regisserat och gjort manus till ett större antal pjäser. Bland dessa märks föreställningen Astrid – En saga om Sverige som producerades av Länsteatern Blekinge/Kronoberg och Egenmäktigt förfarande på Uppsala stadsteater, den senare efter Lena Anderssons uppmärksammade bok med samma namn.
Hon använder namnet Parrot från sitt tidigare äktenskap mellan 1969 och 1976 med läraren Noel Francois Parrot (född 1943). Åren 1988–1999 var hon sedan gift med poeten Lasse Söderberg (född 1931). De har två barn: musikern Kristoffer Jonzon (född 1978) och koreografen Alma Söderberg (född 1983).

## Teater i urval
| År   | Produktion                                   | Upphovsmän                                                                                            | Teater                           |
| ---- | -------------------------------------------- | --- | -------------------------------- |
| 1989 | Melodien som kom bort Melodien, der blev væk | Kjeld Abell, Sven Mölle Kristensen, Bernhard Christensen och Herman Koppel Översättning Alf Henrikson | Helsingborgs stadsteater         |
| 2015 | Astrid – En saga om Sverige                  | Karin Parrot-Jonzon                                                                                   | Regionteatern Blekinge Kronoberg |
| 2015 | Egenmäktigt förfarande                       | Lena Andersson                                                                                        | Uppsala stadsteater              |
| 2018 | Två aviga & en rät                           | Karin Parrot-Jonzon och Lars Åberg                                                                    | Uppsala stadsteater              |